# جائزة كندا الكبرى 1979
جائزة كندا الكبرى 1979 هو سباق فورمولا 1 أقيم بتاريخ 30 سبتمبر 1979 في حلبة جيل فيلنوف، مونتريال. كان الرابع عشر من أصل 15 في بطولة العالم لسباقات الفورمولا واحد موسم 1979. حلّ الأسترالي آلان جونز أولا بينما جاء الكندي جيل فيلنوف في المركز الثاني وحصل على المركز الثالث السويسري كلاي ريجاتسوني.